# Graftombe

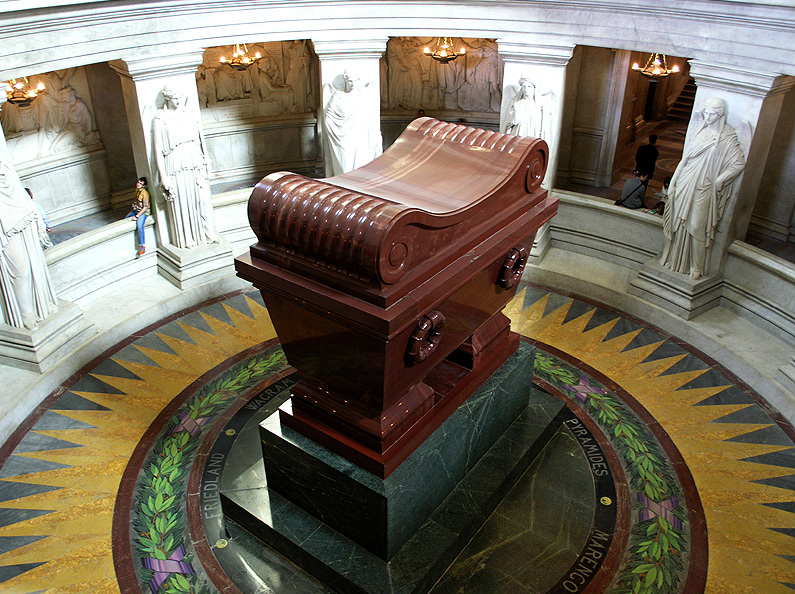
De graftombe van Napoleon Bonaparte in Parijs

Een graftombe is in het algemeen een bouwwerk, grafheuvel of hunebed met als inhoud het graf van een heerser of ander machtig of rijk persoon. De tombe fungeert als een grafmonument. Een tombe bevat over het algemeen een ruimte waar men langs de kist(en) kan bewegen. Een mausoleum en een grafkelder zijn beide vormen van een graftombe.
Bekende graftomben
- Newgrange
- Taj Mahal